# Grand Prix Júnior de Patinação Artística no Gelo de 2010–11
O Grand Prix Júnior de Patinação Artística no Gelo de 2010–11 foi a décima quarta temporada do Grand Prix ISU Júnior, uma série de competições de nível júnior de patinação artística no gelo disputada na temporada 2010–11. São distribuídas medalhas em quatro disciplinas, individual masculino e individual feminino, duplas e dança no gelo. Os patinadores ganham pontos com base na sua posição em cada evento e os seis primeiros de cada disciplina são qualificados para competir na final do Grand Prix Júnior, realizada em Pequim, China.
A competição é organizada pela União Internacional de Patinação (em inglês:  International Skating Union), a série Grand Prix começou em 25 de agosto e continuaram até 12 dezembro de 2010.

## Calendário
| #     | Evento                                  | Localização               | Data                 | Notas                       | Ref   |
| ----- | --------------------------------------- | ------------------------- | -------------------- | --------------------------- | ----- |
| 1     | Grand Prix Júnior de Courchevel de 2010 | Courchevel, França        | 25–28 de agosto      | Não houve disputa de duplas | [ 1 ] |
| 2     | Braşov Cup de 2010                      | Braşov, Romênia           | 8–12 de setembro     | Não houve disputa de duplas | [ 2 ] |
| 3     | Cup of Austria de 2010                  | Graz, Áustria             | 15–19 de setembro    |                             | [ 3 ] |
| 4     | SBC Cup de 2010                         | Karuizawa, Japão          | 22–26 de setembro    | Não houve disputa de duplas | [ 4 ] |
| 5     | John Curry Memorial de 2010             | Sheffield, Reino Unido    | 29 de set.–3 de out. |                             | [ 5 ] |
| 6     | Blue Swords de 2010                     | Dresden, Alemanha         | 6–10 de outubro      |                             | [ 6 ] |
| 7     | Czech Skate de 2010                     | Ostrava, República Tcheca | 13–17 de outubro     |                             | [ 7 ] |
| Final | Final do Grand Prix Júnior de 2010–11   | Pequim, China             | 9–12 de dezembro     | Junto com a final sênior    | [ 8 ] |

## Medalhistas

### Grand Prix Júnior de Courchevel
| Evento                        | Ouro                                      | Prata                                                | Bronze                                        |
| Individual masculino detalhes | Andrei Rogozine · Canadá                  | Jason Brown · Estados Unidos                         | Max Aaron · Estados Unidos                    |
| Individual feminino detalhes  | Polina Shelepen · Rússia                  | Yasmin Siraj · Estados Unidos                        | Rosa Sheveleva · Rússia                       |
| Dança no gelo detalhes        | Alexandra Stepanova · Ivan Bukin · Rússia | Anastasia Cannuscio · Colin McManus · Estados Unidos | Evgenia Kosigina · Nikolai Moroshkin · Rússia |

### Braşov Cup
| Evento                        | Ouro                                     | Prata                                        | Bronze                                          |
| Individual masculino detalhes | Keegan Messing · Estados Unidos          | Joshua Farris · Estados Unidos               | Keiji Tanaka · Japão                            |
| Individual feminino detalhes  | Elizaveta Tuktamysheva · Rússia          | Kristiene Gong · Estados Unidos              | Shion Kokubun · Japão                           |
| Dança no gelo detalhes        | Ksenia Monko · Kirill Khaliavin · Rússia | Anastasia Galyeta · Alexei Shumski · Ucrânia | Lauri Bonacorsi · Travis Mager · Estados Unidos |

### Cup of Austria
| Evento                        | Ouro                                              | Prata                                           | Bronze                                           |
| Individual masculino detalhes | Yan Han · China                                   | Artem Grigoriev · Rússia                        | Zhan Bush · Rússia                               |
| Individual feminino detalhes  | Adelina Sotnikova · Rússia                        | Christina Gao · Estados Unidos                  | Li Zijun · China                                 |
| Duplas detalhes               | Ksenia Stolbova · Fedor Klimov · Rússia           | Sui Wenjing · Han Cong · China                  | Yu Xiaoyu · Jin Yang · China                     |
| Dança no gelo detalhes        | Charlotte Lichtman · Dean Copely · Estados Unidos | Victoria Sinitsina · Ruslan Zhiganshin · Rússia | Gabriella Papadakis · Guillaume Cizeron · França |

### SBC Cup
| Evento                        | Ouro                                      | Prata                                            | Bronze                               |
| Individual masculino detalhes | Andrei Rogozine · Canadá                  | Max Aaron · Estados Unidos                       | Abzal Rakimgaliev · Cazaquistão      |
| Individual feminino detalhes  | Risa Shoji · Japão                        | Kiri Baga · Estados Unidos                       | Kexin Zhang · China                  |
| Dança no gelo detalhes        | Alexandra Stepanova · Ivan Bukin · Rússia | Ekaterina Pushkash · Jonathan Guerreiro · Rússia | Geraldine Bott · Neil Brown · França |

### John Curry Memorial
| Evento                        | Ouro                                     | Prata                                           | Bronze                                    |
| Individual masculino detalhes | Joshua Farris · Estados Unidos           | Zhan Bush · Rússia                              | Liam Firus · Canadá                       |
| Individual feminino detalhes  | Adelina Sotnikova · Rússia               | Yasmin Siraj · Estados Unidos                   | Yuki Nishino · Japão                      |
| Duplas detalhes               | Ksenia Stolbova · Fedor Klimov · Rússia  | Narumi Takahashi · Mervin Tran · Japão          | Natasha Purich · Raymond Schultz · Canadá |
| Dança no gelo detalhes        | Ksenia Monko · Kirill Khaliavin · Rússia | Victoria Sinitsina · Ruslan Zhiganshin · Rússia | Nicole Orford · Thomas Williams · Canadá  |

### Blue Swords
| Evento                        | Ouro                                          | Prata                                     | Bronze                                            |
| Individual masculino detalhes | Richard Dornbush · Estados Unidos             | Gordei Gorshkov · Rússia                  | Ryuichi Kihara · Japão                            |
| Individual feminino detalhes  | Elizaveta Tuktamysheva · Rússia               | Christina Gao · Estados Unidos            | Ira Vannut · Bélgica                              |
| Duplas detalhes               | Sui Wenjing · Han Cong · China                | Narumi Takahashi · Mervin Tran · Japão    | Anna Silaeva · Artur Minchuk · Rússia             |
| Dança no gelo detalhes        | Evgenia Kosigina · Nikolai Moroshkin · Rússia | Marina Antipova · Artem Kudashev · Rússia | Charlotte Lichtman · Dean Copely · Estados Unidos |

### Czech Skate
| Evento                        | Ouro                                             | Prata                                        | Bronze                                       |
| Individual masculino detalhes | Yan Han · China                                  | Artur Dmitriev Jr · Rússia                   | Alexander Majorov · Suécia                   |
| Individual feminino detalhes  | Vanessa Lam · Estados Unidos                     | Risa Shoji · Japão                           | Polina Shelepen · Rússia                     |
| Duplas detalhes               | Yu Xiaoyu · Jin Yang · China                     | Ashley Cain · Joshua Reagan · Estados Unidos | Natasha Purich · Raymond Schultz · Canadá    |
| Dança no gelo detalhes        | Ekaterina Pushkash · Jonathan Guerreiro · Rússia | Tiffany Zahorski · Alexis Miart · França     | Anastasia Galyeta · Alexei Shumski · Ucrânia |

### Final do Grand Prix Júnior
| Evento                        | Ouro                                     | Prata                                           | Bronze                                    |
| Individual masculino detalhes | Richard Dornbush · Estados Unidos        | Yan Han · China                                 | Andrei Rogozine · Canadá                  |
| Individual feminino detalhes  | Adelina Sotnikova · Rússia               | Elizaveta Tuktamysheva · Rússia                 | Li Zijun · China                          |
| Duplas detalhes               | Narumi Takahashi · Mervin Tran · Japão   | Ksenia Stolbova · Fedor Klimov · Rússia         | Yu Xiaoyu · Jin Yang · China              |
| Dança no gelo detalhes        | Ksenia Monko · Kirill Khaliavin · Rússia | Victoria Sinitsina · Ruslan Zhiganshin · Rússia | Alexandra Stepanova · Ivan Bukin · Rússia |

## Classificação para a Final do Grand Prix Júnior
Cada patinador pontua dependendo da posição obtida, somando as duas melhores pontuações. Os seis melhores se classificam para disputa da final. A pontuação por eventos é a seguinte:
| Pos. | Pontos (Individuais/Dança) | Pontos (Duplas) |
| ---- | -------------------------- | --------------- |
| 1º   | 15                         | 15              |
| 2º   | 13                         | 13              |
| 3º   | 11                         | 11              |
| 4º   | 9                          | 9               |
| 5º   | 7                          | 7               |
| 6º   | 5                          | 5               |
| 7º   | 4                          | 4               |
| 8º   | 3                          | 3               |
| 9º   | 2                          | –               |
| 10º  | 1                          | –               |

### Classificados
|             | Masculino             | Feminino                   | Duplas                                  | Dança no gelo                               |
| ----------- | --------------------- | -------------------------- | --------------------------------------- | ------------------------------------------- |
| 1           | CAN Andrei Rogozine   | RUS Adelina Sotnikova      | RUS Ksenia Stolbova / Fedor Klimov      | RUS Ksenia Monko / Kirill Khaliavin         |
| 2           | CHN Yan Han           | RUS Elizaveta Tuktamisheva | CHN Yu Xiaoyu / Jin Yang                | RUS Alexandra Stepanova / Ivan Bukin        |
| 3           | USA Joshua Farris     | JPN Risa Shoji             | JPN Narumi Takahashi / Mervin Tran      | RUS Ekaterina Pushkash / Jonathan Guerreiro |
| 4           | USA Keegan Messing    | RUS Polina Shelepen        | CAN Natasha Purich / Raymond Schultz    | USA Charlotte Lichtman / Dean Copely        |
| 5           | USA Richard Dornbush  | USA Christina Gao          | RUS Anna Silaeva / Artur Minchuk        | RUS Evgenia Kosigina / Nikolai Moroshkin    |
| 6           | USA Max Aaron         | USA Yasmin Siraj           | USA Ashley Cain / Joshua Reagan         | RUS Victoria Sinitsina / Ruslan Zhiganshin  |
| 7           | RUS Zhan Bush         | USA Kristiene Gong         | CAN Taylor Steele / Robert Schultz      | UKR Anastasia Galyeta / Alexei Shumski      |
| 8           | RUS Gordei Gorshkov   | CHN Li Zijun               | CAN Brittany Jones / Kurtis Gaskell     | RUS Marina Antipova / Artem Kudashev        |
| Substitutos |                       |                            |                                         |                                             |
| 1º          | RUS Artur Dmitriev Jr |                            |                                         | FRA Tiffany Zahorski / Alexis Miart         |
| 2º          | USA Jason Brown       | BEL Ira Vannut             | RUS Tatiana Danilova / Andrei Novoselov | USA Anastasia Cannuscio / Colin McManus     |
| 3º          | SWE Alexander Majorov | JPN Shion Kokobun          | USA Kylie Duarte / Colin Grafton        | FRA Gabriella Papadakis / Guillaume Cizeron |